# Diabetes UK
Diabetes UK es una organización benéfica de investigación para la salud y para pacientes británicos. Está ubicada en Wells Lawrence House, 126 Back Church Lane, de Londres.
Fue fundada el 10 de enero de 1934, y entre los fundadores más importantes hay que destacar a Robert Daniel Lawrence y H. G. Wells que estaba emfermo de diabetes.
Ha sido descrita como "una de las organizaciones benéficas de diabetes más importantes del Reino Unido". 
Las campañas benéficas para mejorar la atención y el tratamiento de las personas con diabetes.